# 香港國際互聯網交換中心
香港國際互聯網交換中心（英語：Hong Kong Internet eXchange，縮寫：HKIX）是一家位於香港的互聯網交換中心，全資附屬於香港中文大學基金會，而交換中心運作由香港中文大學資訊科技服務處負責，總部位於香港中文大學碧秋樓。
據2011年中文大學發表的報告，逾99%香港境內的互聯網訊息交換在此直接交换傳輸而無需要繞經海外，從而節省時間和成本。
2021年8月，香港國際互聯網交換中心選址港島數碼港新設數據中心(HKIX1c)，並在2024年6月後取代位於中文大學碧秋樓的數據中心(HKIX1)。HKIX1c是以VXLAN EVPN架構的數據中心，與HKIX1b同樣支援以400GE速度連接。
基於網絡中立，使用交換服務的用戶可以選擇從10間認可持牌互聯網供應商接入服務到位於香港中文大學的HKIX1b數據中心。
香港國際互聯網交換中心高峰期處理高達3Tbps數據流量。

## 歷史
香港國際互聯網交換中心前身為香港中文大學於1991年9月接駁美國的64Kbps專線，由於互聯網於美國發展迅速，大學對於海外學術資料交流增加，於1992年年初，香港各大學亦相繼加入使用專線。同年年中，正式交由香港學術網絡（HARNET）接管，及由香港各大學聯合組成JUCC統籌管理有關香港互聯網有關規劃。後期網際網路服務提供商亦陸續以間接方式加入，至1995年4月，香港互聯網交換中心正式開始與各網際網路服務提供商直接連線。
2004-2016年間，HKIX曾持有葵涌葵福路93號中信電訊大廈的香港互聯網交換中心第二站址（HKIX2）。但在2016年，該站址被大業主中信國際電訊收購，成為其轄下專屬數據中心，HKIX2改以售後租回方式繼續營運。

## 數據中心
| 接入點 | 擁有者       | 地區         | 速度                | 備注                              |
| ------ | ------------ | ------------ | ------------------- | --------------------------------- |
| HKIX1  | 香港中文大學 | 沙田         | GE/10GE/100GE       | 中大碧秋樓，已於2024年6月30日停用 |
| HKIX1b | 香港中文大學 | 沙田         | GE/10GE/100GE/400GE | 中大伍何曼原樓                    |
| HKIX1c | 專用數據中心 | 薄扶林       | GE/10GE/100GE/400GE | 2021年8月10日正式投入服務。       |
| HKIX2  | 中信國際電訊 | 葵涌         | GE/10GE             | 原由中大擁有，於2016年售後租回    |
| HKIX3  | 新意網       | 火炭         | GE/10GE/100GE       | 新鴻基物流中心（沙田）            |
| HKIX3b | 新意網       | 柴灣         | GE/10GE/100GE       |                                   |
| HKIX4  | 日本電信電話 | 將軍澳創新園 | GE/10GE/100GE       |                                   |
| HKIX5  | 日本凱訊     | 將軍澳創新園 | GE/10GE/100GE       | 2017年2月啟用。                   |

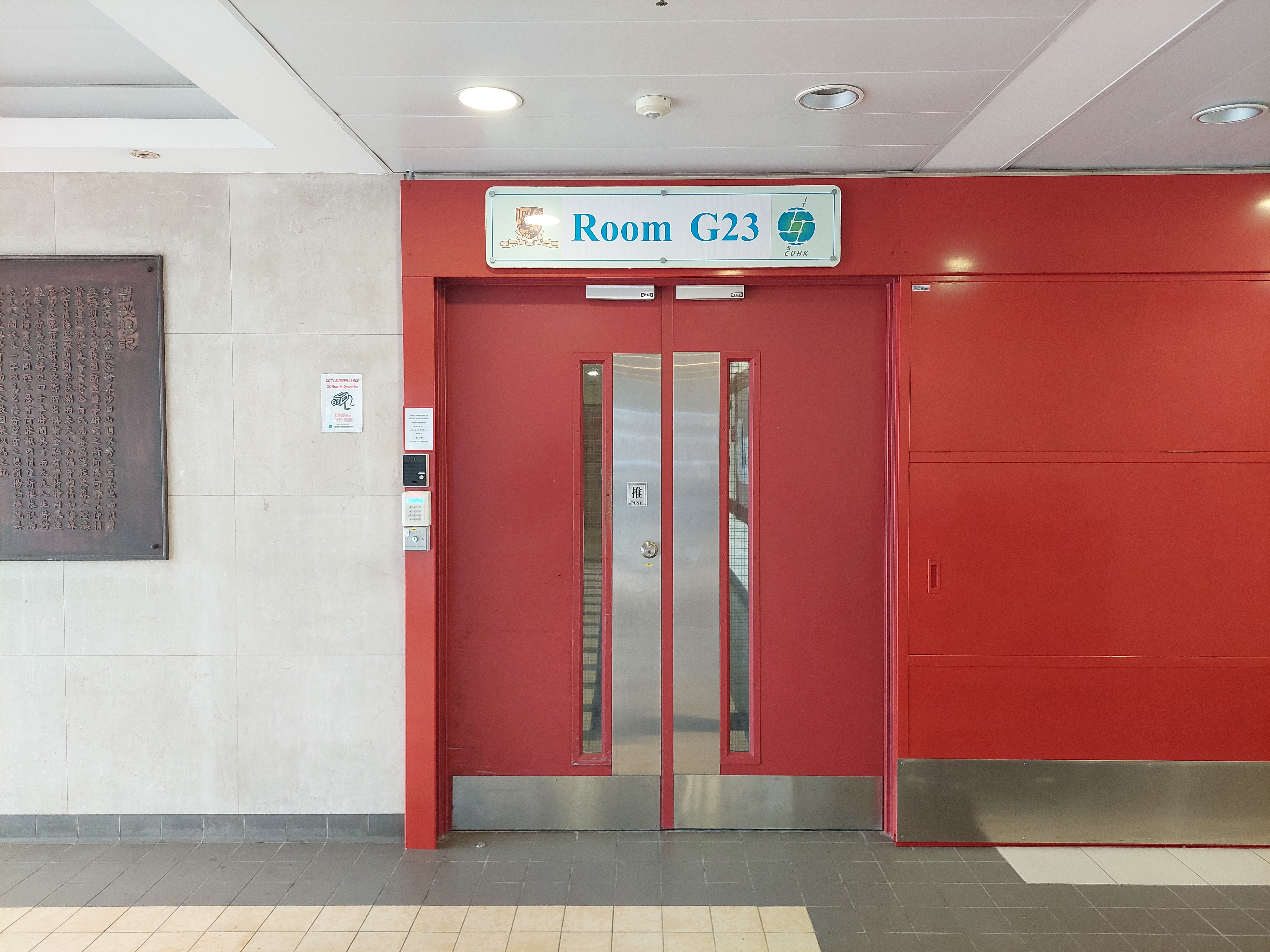
位於碧秋樓地下的HKIX1機房（攝於停用前）
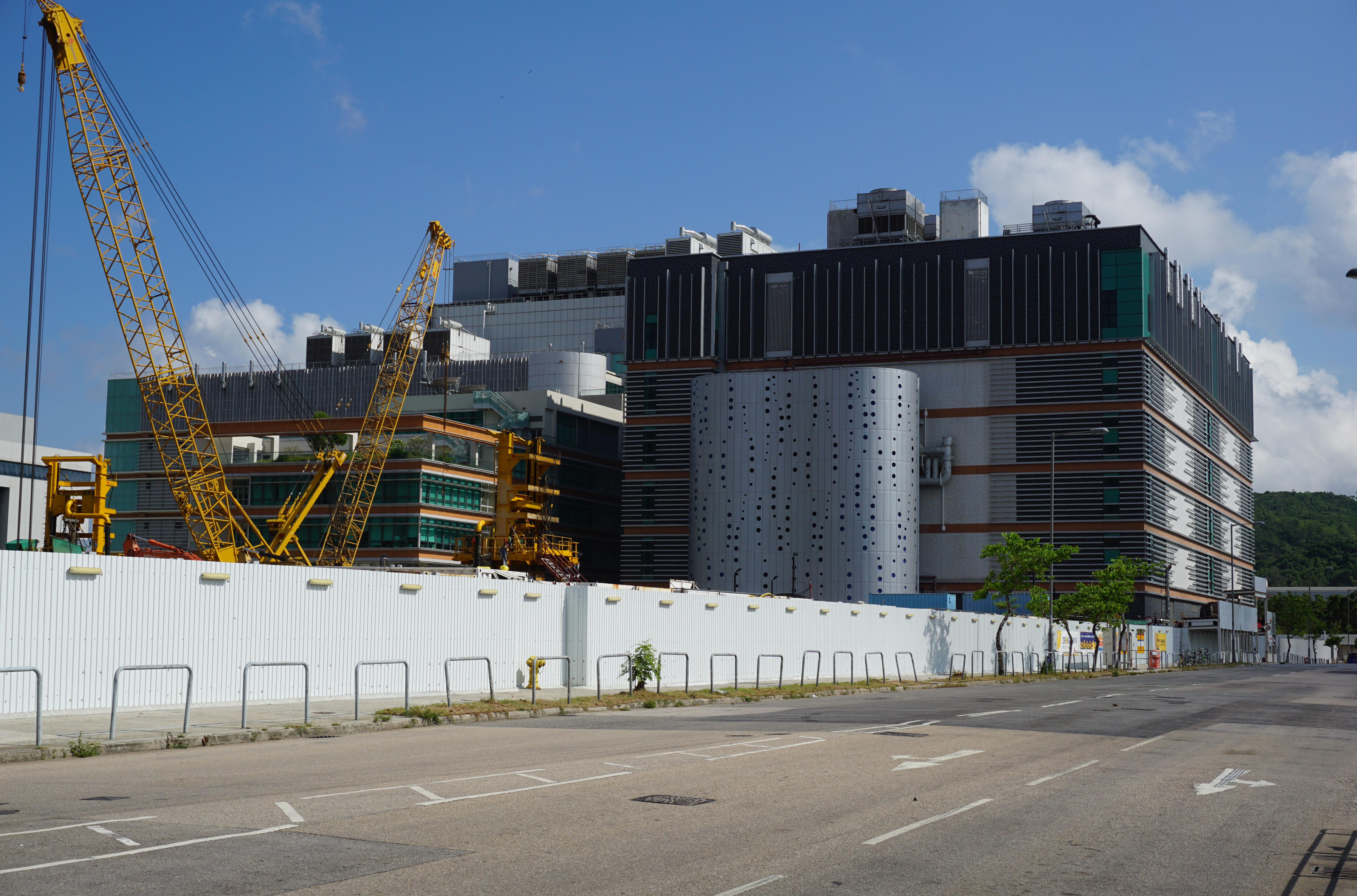
HKIX4所在的數據中心

## 用戶
直至2020年3月4日，有326家網際網路服務提供商、網絡機構以及大型網站，例如Cloudflare、Google香港、Facebook、雅虎和微軟。

## 註解
1. ↑  .   [2010-03-22]. （原始内容存档于2010-04-12）. （页面存档备份，存于）
2. ↑  Hong Kong Internet Exchange (HKIX) Updates @APRICOT-APAN 2011 的存檔，存档日期2013-08-05.
3. ↑  .   [2020-03-03]. （原始内容存档于2020-02-20）. （页面存档备份，存于）
4. ↑  .   [2020-03-03]. （原始内容存档于2020-02-20）. （页面存档备份，存于）
5. ↑  .   [2020-03-03]. （原始内容存档于2020-01-28）. （页面存档备份，存于）
6. ↑  .   [2020-03-03]. （原始内容存档于2017-08-26）. （页面存档备份，存于）
7. ↑  . 2021-08-10  [2022-03-06]. （原始内容存档于2022-07-22）. Starting from 10 Aug 2021, the new core site HKIX1c is in production and ready for accepting connections from HKIX participants. （页面存档备份，存于）
8. ↑  . www.hkcolo.com.   [2022-03-06]. （原始内容存档于2022-03-06）. （页面存档备份，存于）
9. ↑  .   [2020-03-03]. （原始内容存档于2020-02-18）. （页面存档备份，存于）

## 外部連結
- 香港國際互聯網交換中心 （页面存档备份，存于） （英文）